# Freesia grandiflora
Freesia grandiflora är en irisväxtart som först beskrevs av John Gilbert Baker, och fick sitt nu gällande namn av Friedrich Wilhelm Klatt. Freesia grandiflora ingår i släktet Freesia och familjen irisväxter. Inga underarter finns listade i Catalogue of Life.

## Bildgalleri

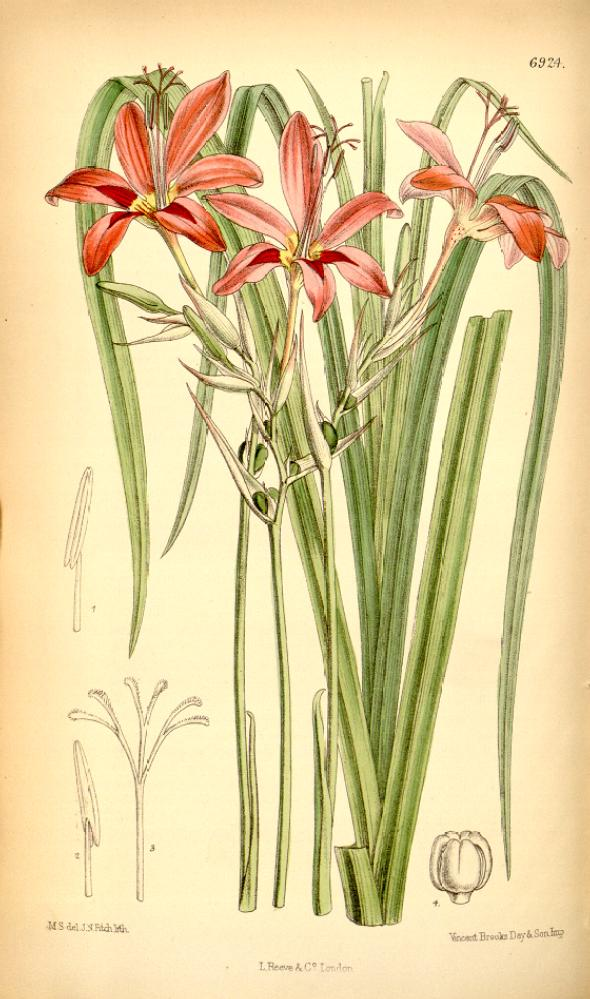